# Philipp Ziegler

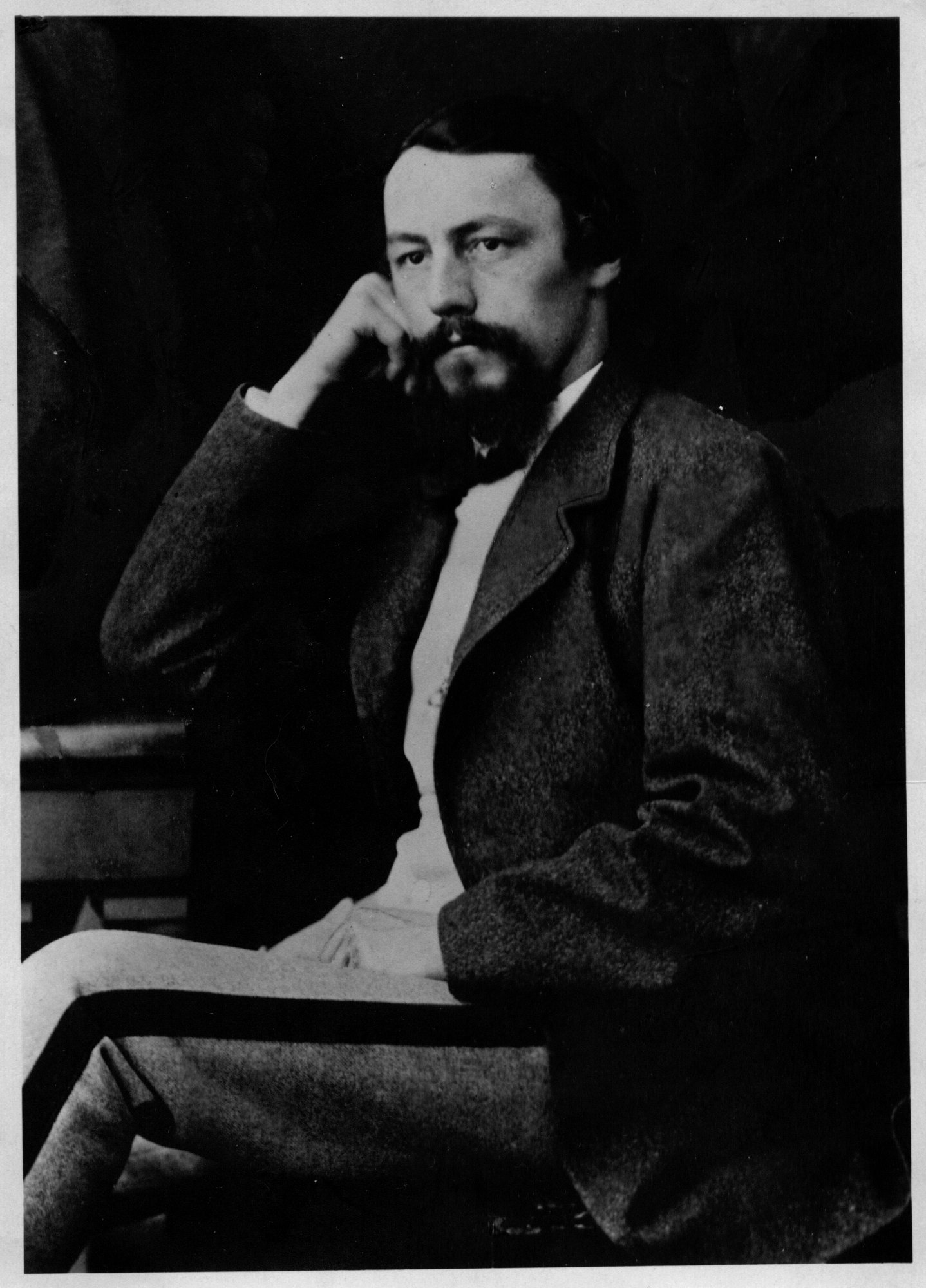
Philipp Ziegler (1879)

Philipp Ziegler, auch Johann Philipp Ziegler (* 30. Juli 1833 in Winterthur; † 16. September 1880 in Manchester), war ein Schweizer Händler, der im 19. Jahrhundert zu einem bedeutenden Produzenten und Exporteur von Orientteppichen aus dem damaligen Persien wurde.

## Leben
Er war der Sohn von Jakob Ziegler (1798–1882), der von Beruf Chirurg war. Die Mutter hiess Louise Sulzer (1803–1883) und war die Tochter von Johann Heinrich Sulzer (1765–1823) und Magdalena Ziegler (1770–1809). Philipp Ziegler emigrierte 1855 von Winterthur nach Manchester. Aufgrund protektionistischer Massnahmen war es für Schweizer Händler einfacher, aus dem europäischen Ausland zu operieren. Schweizer Handelshäuser wie die Gebrüder Volkart fokussierten auch deshalb schon früh auf den Handel mit aussereuropäischen Ländern.

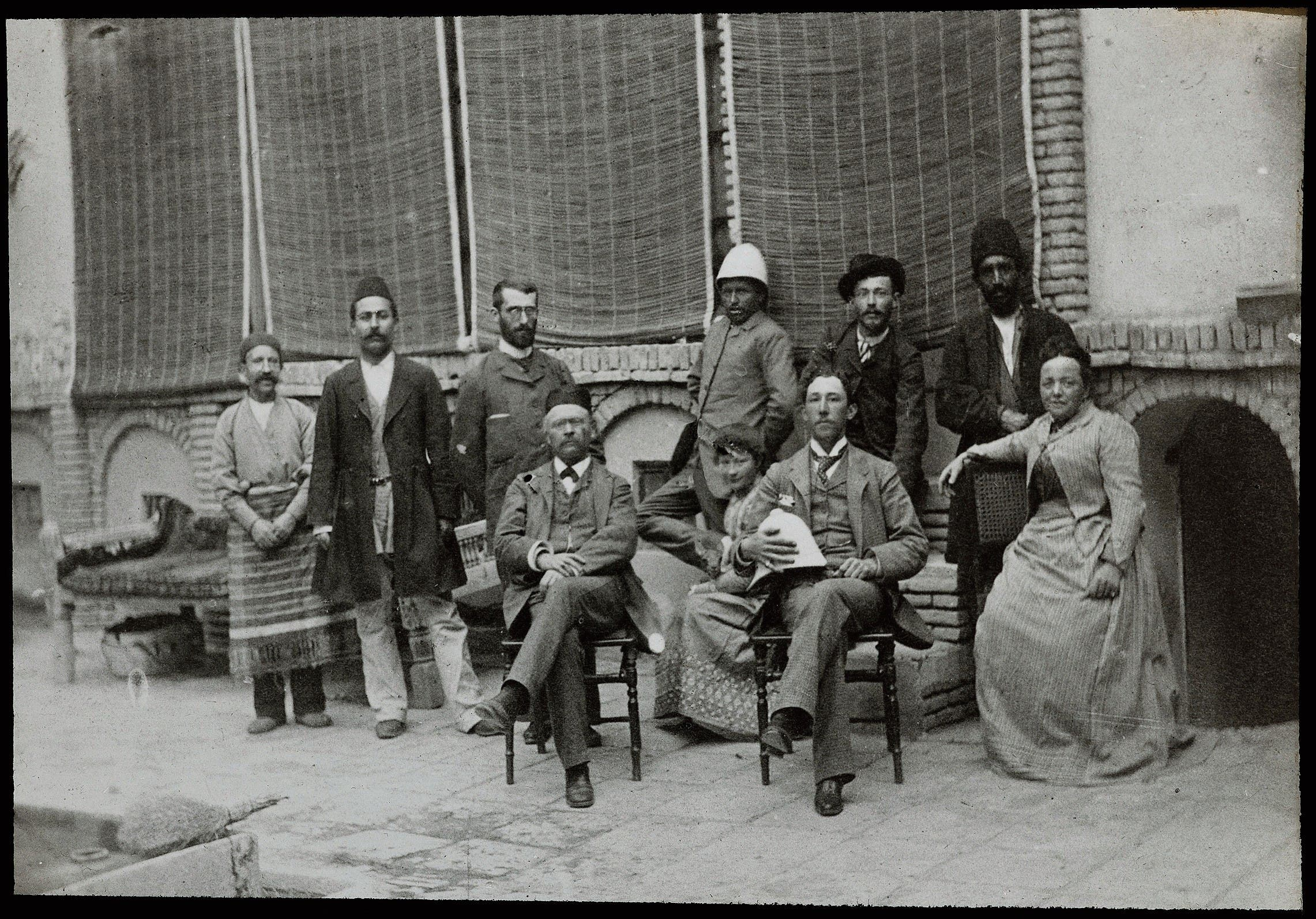
Foto aus dem Jahr 1895 in der Sammlung Emil Alpiger im Museum Rietberg: Emil Alpiger (mit Zwicker), der Geschäftsführer der Ziegler-Niederlassung in Sultanabad; Philipp Ziegler jun., Sohn des Firmengründers, ist sitzend Zweiter von rechts.

Philipp Ziegler war mit der Waadtländerin Blanka Pellis (1838–1867) verheiratet. Nach dem Tod seiner ersten Frau heiratete er 1875 die aus Westfalen stammende Louise Bäumer (1847–1931), aus der zweiten Ehe entstanden zwei Töchter. Die ältere Tochter heiratete später den Juristen Friedrich von Velsen.
Nach seinem Tod übernahm der 1863 geborene Sohn Theodor Philipp das Geschäft. Die Aktivitäten von Ziegler & Cie. gingen bis 1932 weiter, als andere Firmen diesen Platz übernahmen.

## Werk

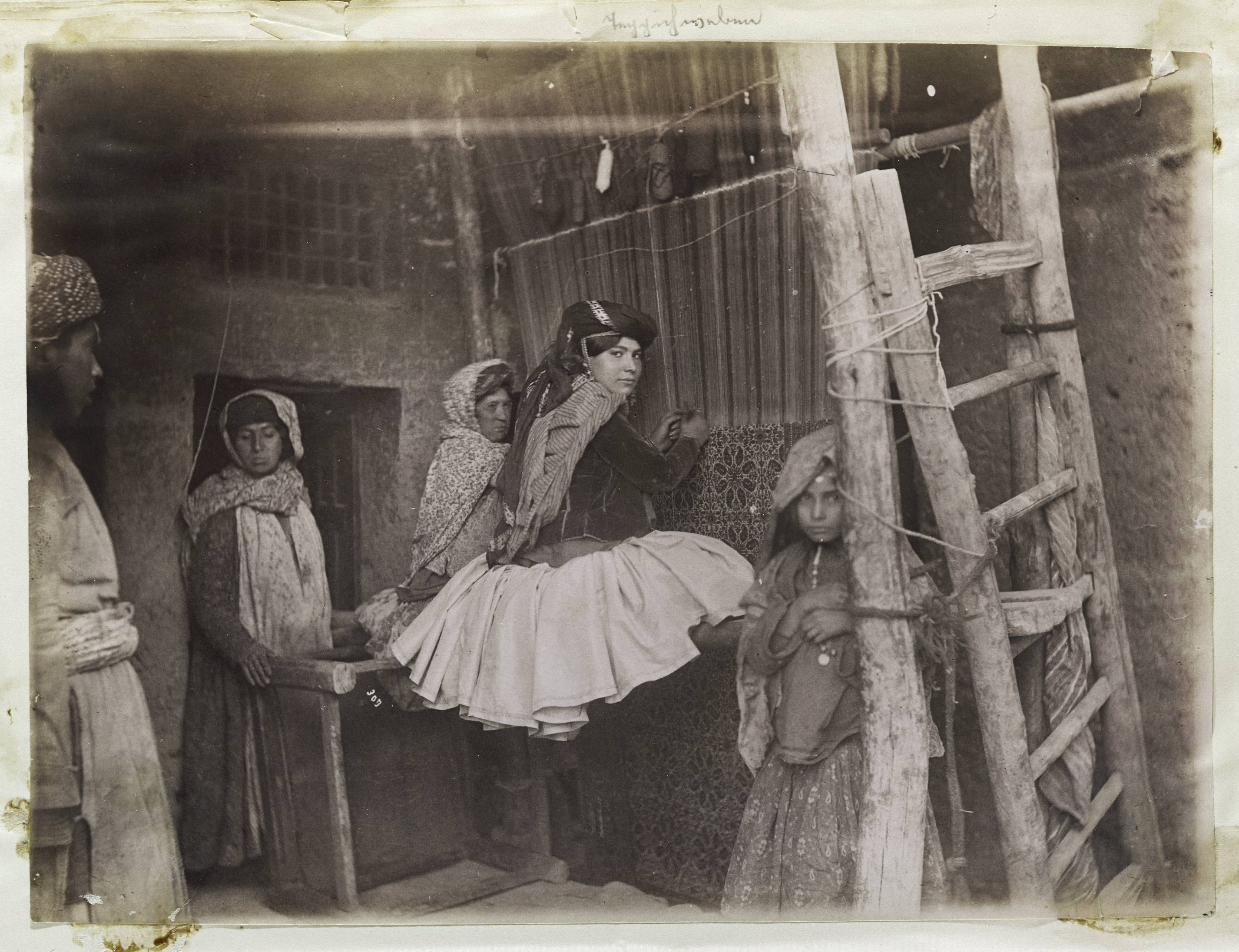
Teppichweberinnen in Sultanabad zwischen 1880 und 1896. Foto: Antoin Sevruguin

Ziegler war an der Liquidation der Exportfirma Dinner & Hanhart in Täbris beteiligt und kam so in Kontakt mit Persien. Er arbeitete zu Beginn seiner Tätigkeit aus Täbris und gründete später in verschiedenen Städten Agenturen für Schweizer Baumwollprodukte. Sein Hauptaugenmerk galt dem Handel mit Perserteppichen, die er zunehmend auch selber herstellen liess. Als Zentrum für die Produktion wählte er die Stadt Sultanabad, das heutige Arak. Dabei setzt er auf lokale Produzenten, die in ihren Häusern Teppiche knüpften. Er begann mit 40 Webstühlen zu Beginn seiner Tätigkeit um 1875, im Jahr 1895 waren es über 1200 allein in Sultanabad. Im Umland kam eine noch grössere Anzahl von Webstühlen dazu. Als lokalen Geschäftsleiter setzte er den Schweizer Emil Alpiger (1841–1905) ein, der seinen Wohnsitz permanent in Sultanabad nahm und sich ein repräsentatives Haus baute.
Die Orientteppiche der Firma Ziegler verkauften sich in Westeuropa und in den USA gut. Dabei nahmen die Produzenten immer mehr Rücksicht auf die Bedürfnisse des Marktes. So entstand ein eigener Teppich-Stil, die sogenannten Ziegler-Teppiche. Sie hatten kleinere Dimensionen und einfachere Muster. Der Begriff hat sich bis heute erhalten.

## Dokumentation

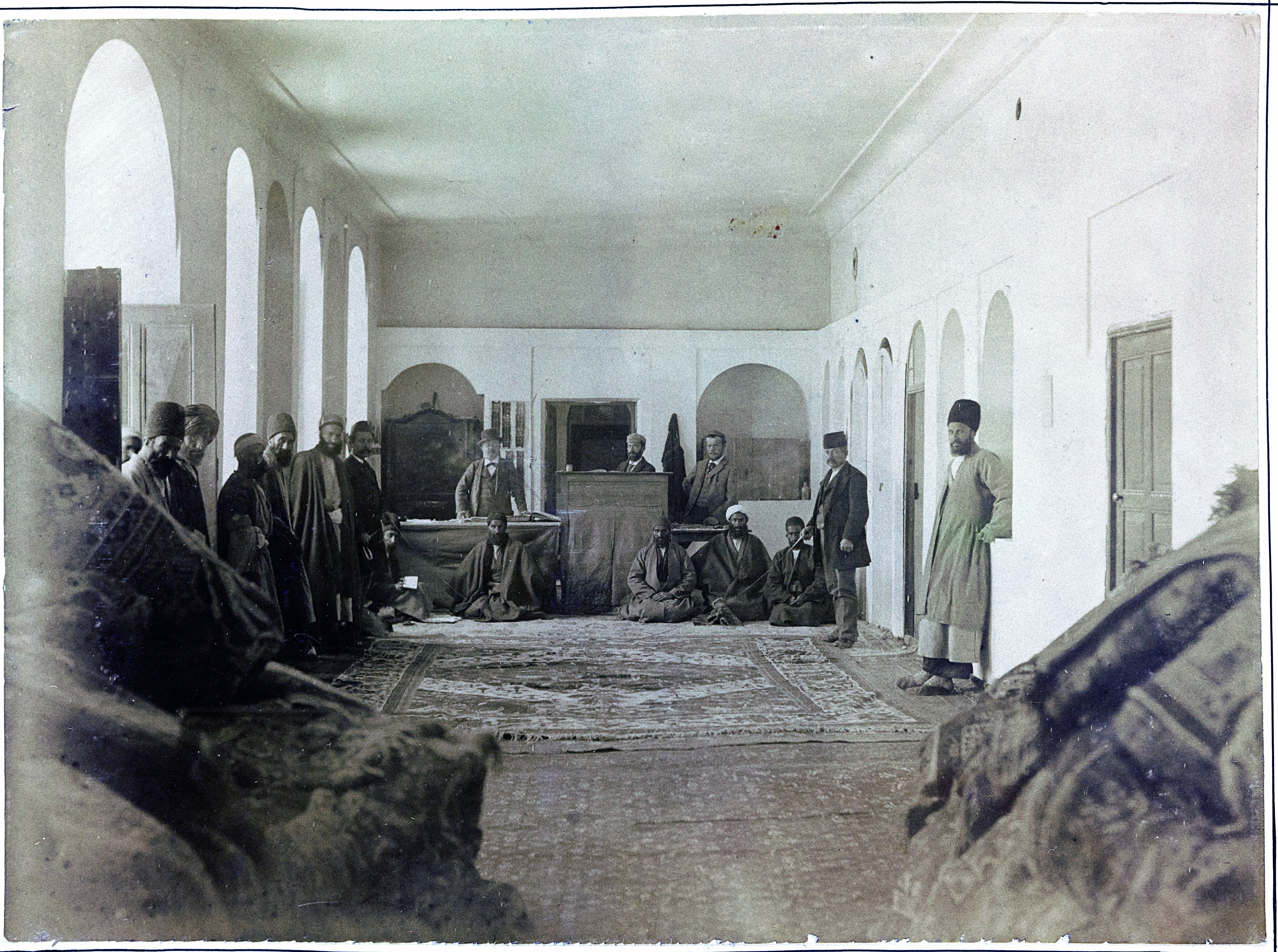
Kontor der Firma Ziegler in Sultanabad. Foto: Antoin Sevruguin

Die Tätigkeit der Teppichmanufaktur Ziegler in Persien ist gut dokumentiert. Das hat zwei Gründe: Der Geschäftsführer der Firma in Sultanabad, Emil Alpiger, sammelte leidenschaftlich Fotos. Die Fotos stammten mehrheitlich vom Fotografen Antoin Sevruguin. Der Nachlass von Emil Alpiger befindet sich im Museum Rietberg in Zürich, das auf aussereuropäische Kunst spezialisiert ist. Emil Alpiger erwarb rund 400 Fotos von Sevruguin. Dank seines Nachlasses sind Fotos dieses iranischen Fotografen überliefert.

## Trivia
Der Begriff Ziegler-Teppiche bezeichnet heute zweierlei: Erstens Teppiche aus der Manufaktur Ziegler in Sultanabad, zweitens Teppiche, die im Stil der damaligen Ziegler-Teppiche gehalten sind. Solche Teppiche werden heute noch produziert.